# Simin Dāneshvar
Simin Dāneshvar (Shiraz, 28 aprile 1921 – Teheran, 8 marzo 2012) è stata una scrittrice e traduttrice iraniana.
È considerata la prima grande romanziera dell'Iran.

## Biografia
Simin Daneshvar nacque in una famiglia di intellettuali e artisti. Il padre, Mohammad Ali Daneshvar, era un fisico, e la madre una pittrice. Simin beneficiò della migliore educazione possibile in Iran e frequentò la scuola inglese Mehr Ain. Nel 1942 iniziò l'università presso il Dipartimento di Letteratura Persiana di Tehran. Dopo la morte del padre, per supportare economicamente la famiglia, cominciò a scrivere testi e articoli per Radio Tehran e per il giornale Iran e a lavorare come assistente in relazioni internazionali presso il Ministero degli Affari Esteri. Si impegnò inoltre in numerose traduzioni di autori europei, fra cui Anton Chekhov (Il Giardino dei Ciliegi), Nathaniel Hawthorne (La lettera scarlatta), e Alberto Moravia. Nel 1949 conseguì il dottorato con la tesi "Beauty as Treated in Persian Literature", sotto la guida di Fatemeh Sayyah, prima docente donna in un'università iraniana.
Nel 1950 sposò Jalal al-Ahmad, noto scrittore iraniano: fu un matrimonio d'amore, originale e anticonformista, grazie al quale Daneshvar poté mantenere il proprio nome e le proprie libertà. Tra il 1952 e il 1954 soggiornò negli Stati Uniti come studente Fulbright presso la Stanford University, dove seguì il corso di scrittura creativa con Wallace Stegner. Durante il suo soggiorno scrisse in inglese e pubblicò due racconti brevi. Una volta rientrata in Iran, entrò a far parte del collegio docenti del Dipartimento di archeologia presso l'Università di Tehran, come insegnante di storia dell'arte. Nonostante fosse un'eccezionale insegnante, la SAVAK ("Organizzazione nazionale per la sicurezza e l'informazione", servizi segreti iraniani) stroncò la sua carriera universitaria finché, nel 1979, Daneshvar rassegnò le dimissioni e si dedicò completamente alla scrittura. Fu ricoverata in ospedale a Tehran per problemi respiratori acuti nel 2005 e dimessa dopo un mese.
Morì nella sua casa di Tehran dopo l'insorgere di un'influenza. Il suo corpo fu seppellito l'11 marzo presso il Behesht-e Zahra.

## Carriera letteraria
Nel 1948, all'età di 27 anni, Daneshvar pubblicò Atash-e khamoosh (The Quenched Fire). Fu la prima collezione di racconti brevi pubblicata da una donna in Iran, ma, nonostante le avesse dato una certa fama, più tardi rifiutò di ripubblicare il suo lavoro, imbarazzata dalla qualità acerba dei suoi scritti. Nel 1961 pubblicò una raccolta di dieci racconti dal titolo Shahri chun behesht (A city like Paradise) e nel 1969, appena pochi mesi prima della morte del marito, il romanzo Savushun (A Persian Requiem). Anche dopo la rivoluzione iraniana del 1979, Daneshvar continuò a scrivere, pubblicando nel 1980 Be Ki Salaam Konam? (To Whom Shall I Say Hello?). Iniziò poi a lavorare su una trilogia intitolata Sargardāni, di cui l'ultimo capitolo è andato perduto e non è mai stato pubblicato.
L'isolamento intellettuale, a seguito delle sue dimissioni dall'Università di Tehran, fu una dolorosa esperienza che contrassegnò la carriera di scrittrice di Daneshvar. Nonostante lo straordinario successo del suo primo romanzo, la critica trascurò deliberatamente le sue produzioni letterarie. Il suo successo fu sistematicamente attribuito alla figura maschile a lei più vicina, quella del marito Jalal al-Ahmad, trascurando le profonde differenze ideologiche e stilistiche.
Simin Daneshvar, durante la sua lunga carriera di scrittrice, subì la censura dei suoi colleghi ma fu anche in grado, in qualità di autrice dalla singolare sensibilità verso le sottigliezze delle relazioni personali, di dipingere gli effetti dell'auto-censura attraverso i suoi personaggi.

## Opere
L'opera di maggior successo di Daneshvar, Savushun, è romanzo che descrive la vita in Iran fra le due guerre mondiali. È uno dei più venduti romanzi persiani, è stato ristampato almeno sedici volte e tradotto in molte lingue. In Italia è stato pubblicato nel 2018 da Francesco Brioschi Editore.
In qualità di autrice e traduttrice, Daneshvar scrisse esprimendo una certa sensibilità sulla condizione delle donne nel suo paese. I racconti di Daneshvar riflettono la realtà piuttosto che la fantasia dell'autrice. Contengono temi esistenziali come la morte, il malessere, il tradimento, l'adulterio, la solitudine, ma anche temi di interesse sociale, come il rapimento di bambini, l'affarismo, l'analfabetismo, l'ignoranza, e la povertà, questioni che affliggevano il paese negli anni sessanta e settanta e che risultavano di immediata comprensione e credibilità agli occhi del lettore.

### Romanzi
- Persian Requiem [Savushun] (1969)
- Selection [Entekhāb] (2007)
- la trilogia Wandering [Sargardāni]
  - Wandering Island (Island of Wandering) [Jazire-ye Sargardāni] (1992)
  - Wandering Cameleer [Sāreban-e Sargardān] (2001)
  - Wandering Mountain [Kuh-e Sargardān] (mai pubblicato, ragioni sconosciute,)*[12]

### Raccolte di racconti brevi
- The Quenched Fire [Atash-e Khamoosh] (1948)
- A City Like Paradise [Shahri Chun Behesht] (1961)
- To Whom Shall I Say Hello? [Be Ki Salaam Konam?] (1980)

### Traduzioni di Simin Daneshvar
- Arms and the Man di George Bernard Shaw (1949)
- Enemies di Anton Chekhov (1949)
- Beatrice di Arthur Schnitzler (1953)
- The Scarlet Letter di Nathaniel Hawthorne (1954)
- The Human Comedy di William Saroyan (1954)
- Cry, the Beloved Country di Alan Paton (1972)
- The Cherry Orchard di Anton Chekhov (2003)
- Opere di Alberto Moravia e Ryūnosuke Akutagawa

### Traduzioni di opere di Simin Daneshvar
- In italiano, Savushun è stato tradotto da Anna Vanzan e pubblicato nel 2018 da Francesco Brioschi Editore.
- In inglese, Savushun è stato tradotto da M. R. Ghanoonparvar (1990) e, con il titolo A Persian Requiem, da Roxane Zand (1992).
- Daneshvar's Playhouse, una collezione di racconti brevi che include The Loss of Jalal, è stato tradotto e arrangiato Maryam Mafi (1989).
- Sutra and Other Stories, collezione di racconti brevi (1994).
- Traduzioni in spagnolo: El bazar Vakil, Grupo Editorial Norma, Santafé de Bogotá, Colombia, 1992. Ad opera di Hernardo Valencia Goekel, dalla versione in lingua inglese Daneshvar's Playhouse (1989).
- Traduzioni in tedesco: Drama der Trauer - Savushun. Glaré Verlag, Frankfurt/Main 1997.
- In India, Savushun è stato tradotto da S.A.QuGdsi.
- In Norvegia: "En familie fra Shiraz" tradotto in norvegese da N. Zandjani. Gyldendal Norsk forlag. Oslo 2007.
- Altre traduzioni in giapponese, russo, cinese e turco.